# Ángel de amor
«Ángel de amor» es el primer sencillo y 11°. canción del quinto álbum de estudio oficial de la banda de rock en español mexicana Maná, Revolución de amor (2002). Salió por la compañía discográfica Warner Music Latina el 22 de julio de 2002.
En el videoclip, lanzado el 7 de agosto, se puede observar al inicio a una joven frente al espejo (Maya Zapata), alistándose para ir al colegio, tal parece ser que a temprana edad se comprometió y vive una vida de ama de casa, el problema aquí es que la persona que eligió como compañero es adicto al alcohol y la maltrata física y psicológicamente.
Debutó en el número 9 de los U.S. Billboard Hot Latin Tracks y 8 semanas después, el 7 de septiembre de 2002 alcanzó  el sexto lugar. Se mantuvo un total de 22 semanas.

## Posiciones en las listas
| Listas (2003)                             | Posición |
| US Billboard Hot Latin Tracks             | 6        |
| US Billboard Latin Pop Airplay            | 2        |
| US Billboard Latin Tropical/Salsa Airplay | 5        |